# Persone di nome Franco/Politici
| Questa pagina contiene informazioni ricavate automaticamente dalle voci biografiche con l'ausilio del template Bio e di un bot. L'aggiornamento è periodico e automatico e ricostruisce completamente la pagina. Se manca una persona in questa lista, sei pregato di non aggiungerla, ma accertati piuttosto che la sua voce biografica contenga il template Bio e che i dati anagrafici siano correttamente compilati. Se il template Bio manca, inseriscilo tu stesso o, in alternativa, metti l'avviso {{tmp\|Bio}} che ne segnala la mancanza. Se i dati riportati sono sbagliati, correggi direttamente la voce biografica; le modifiche saranno visibili in questa lista entro pochi giorni. Per chiarimenti vedi il progetto antroponimi. La lista contiene solo le 93 persone che sono citate nell'enciclopedia e per le quali è stato implementato correttamente il template Bio. Pagina aggiornata al 22 lug 2025. |

Questa è una lista di persone presenti nell'enciclopedia che hanno il nome Franco e sono politici.

## A(5)
- Franco Agosto, politico italiano (Cesena, n. 1896 - Forlì, † 1985)
- Franco Aimi, politico italiano (Parma, n. 1915 - Parma, † 1968)
- Franco Ambrogio, politico italiano (Rogliano, n. 1942)
- Franco Asciutti, politico italiano (Perugia, n. 1947)
- Franco Assante, politico italiano (Sant'Apollinare, n. 1923 - Cassino, † 2014)

## B(13)
- Franco Bassanini, politico italiano (Milano, n. 1940)
- Franco Benaglia, politico italiano (Cortemaggiore, n. 1945)
- Franco Boiardi, politico italiano (Reggio Emilia, n. 1931 - Roma, † 2009)
- Franco Bonanini, politico italiano (Riomaggiore, n. 1952)
- Franco Bonferroni, politico italiano (Reggio nell'Emilia, n. 1938)
- Franco Bordo, politico italiano (Crema, n. 1959)
- Franco Borghetto, politico italiano (Bonorva, n. 1953)
- Franco Borgia, politico italiano (Barletta, n. 1943)
- Franco Borgo, politico italiano (Lugo di Vicenza, n. 1932 - Marostica, † 2017)
- Franco Borri Brunetto, politico italiano (Biella, n. 1928 - Biella, † 2017)
- Franco Bortolani, politico italiano (Guiglia, n. 1921 - Modena, † 2004)
- Franco Bruno, politico italiano (Cosenza, n. 1962)
- Franco Busetto, politico e partigiano italiano (Napoli, n. 1921 - Padova, † 2015)

## C(12)
- Franco Calamida, politico e giornalista italiano (Milano, n. 1938 - Milano, † 2021)
- Franco Capponi, politico italiano (Treia, n. 1959)
- Franco Cardiello, politico italiano (Eboli, n. 1957)
- Franco Castellazzi, politico italiano (Redavalle, n. 1941 - Redavalle, † 2001)
- Franco Castiglione, politico italiano (Udine, n. 1931 - Udine, † 2005)
- Franco Ceccuzzi, politico italiano (Montepulciano, n. 1967)
- Franco Chiusoli, politico italiano (Bologna, n. 1946)
- Franco Ciliberti, politico italiano (Città di Castello, n. 1948)
- Franco Clerici, politico italiano (Milano, n. 1897 - Parigi, † 1934)
- Franco Coccia, politico e avvocato italiano (Parigi, n. 1929 - Roma, † 2017)
- Franco Concas, politico italiano (Villacidro, n. 1927 - Vittorio Veneto, † 2009)
- Franco Conte, politico italiano (Resana, n. 1952)

## D(5)
- Franco Dal Mas, politico italiano (Pordenone, n. 1964)
- Franco Danieli, politico italiano (Galatone, n. 1956)
- Franco Del Mastro, politico italiano (Ancona, n. 1942 - Ancona, † 2008)
- Franco Del Pace, politico e partigiano italiano (Bibbiena, n. 1922 - Arezzo, † 2001)
- Franco Di Giannantonio, politico italiano (Tagliacozzo, n. 1946)

## E(1)
- Franco Evangelisti, politico e dirigente sportivo italiano (Alatri, n. 1923 - Roma, † 1993)

## F(8)
- Franco Fante, politico italiano (Padova, n. 1933)
- Franco Antonio Fanucchi, politico italiano (Lucca, n. 1942 - † 1996)
- Franco Fausti, politico italiano (Roma, n. 1939 - † 2006)
- Franco Fiorito, politico italiano (Anagni, n. 1971)
- Franco Foschi, politico e scrittore italiano (Recanati, n. 1931 - Ancona, † 2007)
- Franco Frattini, politico e magistrato italiano (Roma, n. 1957 - Roma, † 2022)
- Franco Frigo, politico italiano (Cittadella, n. 1950)
- Franco Fumagalli, politico e dirigente d'azienda italiano (Bergamo, n. 1921 - Bergamo, † 2024)

## G(7)
- Franco Gallarotti, politico italiano (Gorizia, n. 1924 - Gorizia, † 2018)
- Franco Gerardini, politico italiano (Giulianova, n. 1953)
- Franco Gidoni, politico italiano (Feltre, n. 1955)
- Franco Giustinelli, politico, insegnante e saggista italiano (Terni, n. 1940 - Roma, † 2025)
- Franco Grillini, politico, attivista e giornalista italiano (Pianoro, n. 1955)
- Franco Grotto, politico italiano (Adria, n. 1949)
- Franco Gussoni, politico italiano (Pontremoli, n. 1949 - Catania, † 2018)

## I(1)
- Franco Ianeselli, politico e sindacalista italiano (Trento, n. 1978)

## L(3)
- Franco Landella, politico italiano (Foggia, n. 1966)
- Franco Longo, politico italiano (Padova, n. 1941 - Padova, † 2001)
- Franco Luberti, politico e avvocato italiano (Valmontone, n. 1934 - Latina, † 2020)

## M(9)
- Franco Maria Malfatti, politico e giornalista italiano (Roma, n. 1927 - Roma, † 1991)
- Franco Malvano, politico e poliziotto italiano (Napoli, n. 1945)
- Franco Manes, politico italiano (Aosta, n. 1963)
- Franco Manzato, politico italiano (Oderzo, n. 1966)
- Franco Meloni, politico italiano (Nulvi, n. 1941 - Bergamo, † 2002)
- Franco Mirabelli, politico italiano (Milano, n. 1960)
- Franco Mugnai, politico e avvocato italiano (Castell'Azzara, n. 1953)
- Franco Mura, politico italiano (Paulilatino, n. 1935 - † 2023)
- Franco Murtas, politico italiano (Cagliari, n. 1930 - Cagliari, † 2019)

## N(1)
- Franco Narducci, politico italiano (Santa Maria del Molise, n. 1947)

## O(2)
- Franco Orsi, politico italiano (Savona, n. 1966)
- Franco Ortolani, politico italiano (Molinella, n. 1943 - Napoli, † 2019)

## P(7)
- Franco Panizza, politico italiano (Campodenno, n. 1959)
- Franco Parigi, politico italiano (Foiano della Chiana, n. 1942)
- Franco Passuello, politico e sindacalista italiano (Roma, n. 1939)
- Franco Piga, politico italiano (Roma, n. 1927 - Cortina d'Ampezzo, † 1990)
- Franco Piro, politico italiano (Cosenza, n. 1948 - Bologna, † 2017)
- Franco Politano, politico italiano (Conflenti, n. 1939 - Firenze, † 2009)
- Franco Proietti, politico italiano (Rieti, n. 1940)

## R(7)
- Franco Raffaldini, politico italiano (Porto Mantovano, n. 1946)
- Franco Restivo, politico italiano (Palermo, n. 1911 - Francavilla di Sicilia, † 1976)
- Franco Richetti, politico italiano (Trieste, n. 1938)
- Franco Righetti, politico italiano (Roma, n. 1951)
- Franco Rocchetta, politico italiano (Venezia, n. 1947)
- Franco Rodano, politico, politologo e filosofo italiano (Roma, n. 1920 - Monterado, † 1983)
- Franco Russo, politico italiano (Paduli, n. 1945)

## S(2)
- Franco Salvi, politico italiano (Brescia, n. 1921 - Brescia, † 1994)
- Franco Santi, politico sammarinese (San Marino, n. 1967)

## T(6)
- Franco Tedeschi, politico italiano (Ferrara, n. 1922 - Ferrara, † 2006)
- Franco Tentorio, politico italiano (Bergamo, n. 1945)
- Franco Tirelli, politico italiano (Rosario, n. 1965)
- Franco Trappoli, politico italiano (Orvieto, n. 1947)
- Franco Tretter, politico italiano (Cles, n. 1944)
- Franco Turigliatto, politico italiano (Rivara, n. 1946)

## V(2)
- Franco Varaldo, politico italiano (Savona, n. 1906 - Savona, † 1991)
- Franco Vazio, politico italiano (Albenga, n. 1962)

## Z(2)
- Franco Zagaroli, politico italiano (Casalvieri, n. 1941)
- Franco Zappa, politico italiano (Sondalo, n. 1922 - † 2003)